# Рунянка Швартца
Рунянка Швартца (Polytrichum swartzii) — вид мохів порядку рунянкальних (Polytrichales).

## Поширення
Батьківщиною є Європа, Північна Америка, Азія.
Населяє дуже вологі та регулярно затоплювані місця, осокові луки, волога тундра та береги озер.

## Характеристика
Рослини часто досить м'які та гнучкі, зелені чи чорнуваті. Стебла 2–9 см, прості, прямовисні, в проксимальній частині від помірно до щільно бурувато-запушених. Листки 3–8 мм, нещільно складчасті. Ніжки коробок 2.5–5 см, червонувато-коричневі. Коробочки 2.5–3 см, ± кубічні, гостро 4-кутні. Спори 12–15 мкм.